# Elecciones generales
Las elecciones generales son un tipo específico de proceso electoral, de ámbito nacional, en las que los ciudadanos eligen a los miembros del poder legislativo y, en algunos países, también al jefe del poder ejecutivo (por ejemplo, al presidente). 
Se celebran normalmente al final de un período legislativo y tienen como finalidad renovar de forma completa o sustancial los órganos de representación nacional.

## Definición y alcance
Según el Diccionario panhispánico del español jurídico de la Real Academia Española, las elecciones son el “proceso en el que los electores designan con sus votos los cargos públicos en un sistema de democracia representativa”.
En particular, las elecciones generales se refieren a aquellos comicios en los que se eligen, de forma simultánea o coordinada, a los miembros del órgano legislativo nacional (por ejemplo, parlamento o congreso). En algunos países, estos comicios también definen de manera indirecta al jefe de Gobierno o de Estado, como ocurre en sistemas parlamentarios, donde el partido o coalición mayoritaria en la cámara baja suele proponer al primer ministro o presidente del gobierno.
El alcance de las elecciones generales abarca:
- Elección de representantes legislativos: diputados, senadores o asambleístas, de acuerdo con la estructura bicameral o unicameral de cada país.
- Elección indirecta de autoridades ejecutivas (en sistemas parlamentarios): el cuerpo legislativo resultante participa en la designación o investidura del jefe del gobierno.
- Periodicidad y convocatoria: suelen celebrarse en intervalos regulares (por ejemplo, cada cuatro o cinco años), aunque en muchos ordenamientos jurídicos se permite la disolución anticipada del parlamento y, por ende, elecciones adelantadas.[3]

## Orígenes históricos
Las prácticas de elección de autoridades en la Antigüedad no constituían “elecciones generales” en el sentido contemporáneo, pero sí establecieron precedentes de sufragio y representación. En la Atenas del siglo V a. C., se realizaban votaciones para elegir a ciertos magistrados (agrupados en la boulé) y se empleaban dispositivos como el kleroterion para sortear cargos, combinando elección por sorteo y por voto en función de la magistratura.
Durante la Edad Media, en algunas ciudades-Estado europeas (por ejemplo, las Cortes de Barcelona en 1493) existían procedimientos de consulta a representantes, aunque restringidos a estamentos privilegiados. En el siglo XVIII, con el surgimiento de las monarquías constitucionales (Inglaterra, Estados Unidos tras 1776, Francia tras 1789), se instauraron sistemas de voto más amplios y se consolidó el concepto de sufragio como derecho básico de la ciudadanía. Las primeras elecciones que pudieran considerarse “generales” en sentido moderno surgieron a finales del siglo XVIII y principios del XIX, cuando se extendió la idea de elegir a la totalidad o mayoría de los miembros de las cámaras legislativas mediante sufragio censitario inicialmente, y luego con la llegada del sufragio universal al final del siglo XIX y principios del XX.
En la mayoría de América Latina, la institucionalización de elecciones generales se produjo tras los procesos de independencia (siglo XIX) y la consolidación de repúblicas; sin embargo, la extensión efectiva del sufragio universal tomó décadas o incluso un siglo en algunas naciones, debido a restricciones por género, propiedad o alfabetización.

## Sistemas electorales en elecciones generales
Un elemento clave de las elecciones generales es el sistema electoral, es decir, el conjunto de reglas que determina cómo se traducen los votos en escaños y cuáles son las modalidades de sufragio y escrutinio. A grandes rasgos, se clasifican en:

### Sistemas mayoritarios
- Mayoría simple (first-past-the-post): el candidato que obtiene más votos en una circunscripción uninominal se adjudica el escaño. Favorece la gobernabilidad y tiende a generar sistemas bipartidistas, pero penaliza la representación de minorías.[8]
- Mayoría absoluta y doble vuelta: el candidato debe lograr más del 50% de los votos para ser electo en primera vuelta; de no alcanzarse, se realiza una segunda ronda entre los dos más votados (por ejemplo, sistema francés). Procura mayor legitimidad del ganador, aunque aumenta la duración y el costo de la campaña.[9]

### Sistemas proporcionales
- Representación proporcional con listas cerradas: los partidos presentan listas de candidatos en circunscripciones plurinominales; los escaños se asignan según cocientes (por ejemplo, D’Hondt, Sainte-Laguë). Garantiza que la proporción de escaños sea similar al porcentaje de votos, favoreciendo el multipartidismo y la inclusión de grupos minoritarios.[10]
- Sistemas mixtos (mixto proporcional o MMP): combinan distritos uninominales (mayoritarios) con asignación proporcional a nivel nacional o regional, de modo que los segundos “corregirían” la posible desproporción de los primeros. Se utiliza en países como Alemania y Nueva Zelanda, aunque con variantes.[11]

### Sistemas híbridos y especiales
- Voto limitado, voto en bloque o escrutinio mayoritario plurinominal: el elector puede votar por más de un candidato (hasta el número de escaños en juego) en circunscripciones plurinominales, sistema que tiende a favorecer a listados mayoritarios y a grupos cohesionados.[12]
- Sistemas de urna electrónica o semielectrónicos: varios países han incorporado tecnologías de transmisión de resultados para agilizar el escrutinio, aunque la conversión de votos en escaños sigue las normas convencionales (mayoritarias, proporcionales o mixtas).[13]

#### Ventajas e inconvenientes de cada sistema
- Mayoritarios: ofrecen claridad en el resultado y tienden a formar gobiernos estables, pero excluyen a partidos minoritarios y pueden distorsionar la voluntad popular.
- Proporcionales: reflejan mejor el pluralismo político y amplían la representación, pero pueden derivar en parlamentos fragmentados y gobiernos de coalición complejos.[10]
- Mixtos: buscan un equilibrio entre estabilidad y proporcionalidad, aunque su complejidad técnica y administrativa incrementa el costo de organización y puede resultar poco transparente para electores inexpertos.[14]

## Procedimiento electoral
Aunque varía de un país a otro, el proceso de una elección general suele seguir etapas semejantes:
1. Convocatoria:
  - En sistemas parlamentarios, el jefe del poder ejecutivo (primer ministro o presidente del gobierno) o el jefe de Estado (rey o presidente) puede disolver el parlamento y fijar la fecha de elecciones.
  - En repúblicas presidencialistas o semipresidencialistas, la Constitución establece plazos fijos o cláusulas de anticipación, así como quórums para disolver legislaturas.
  - Ejemplo en España: las Cortes Generales se disuelven a propuesta del presidente del Gobierno, previa deliberación del Consejo de Ministros, y el decreto de convocatoria se publica en el Boletín Oficial del Estado; 54 días después se celebra la elección (salvo disolución anticipada).[15]

1. Registro de candidaturas y formación de coaliciones:
  - Los partidos o coaliciones formalizan sus listas o candidatos individuales dentro de los plazos que fija la ley electoral.
  - En sistemas mayoritarios, se registra un candidato por circunscripción; en proporcionales, se presentan listas cerradas o abiertas según la normativa específica.[16]

1. Campaña electoral:
  - Usualmente dura entre 10 y 30 días, según la legislación de cada país.
  - Incluye actos públicos, debates televisivos, propaganda audiovisual, impresos y redes sociales, siempre dentro de límites de gasto y tiempo de emisión establecidos por la ley.
  - En España, la campaña dura quince días y el día anterior a la votación es la jornada de reflexión.[15]

1. Jornada de votación:
  - Se suele celebrar un domingo, para facilitar la asistencia del electorado.
  - La jornada puede extenderse entre las 8:00 h y las 20:00 h (o 21:00 h, según el país), con cierre de mesas y posterior escrutinio.
  - El sufragio se ejerce a través de papeletas en urnas, aunque en algunos lugares se ha probado la urna electrónica (México, Brasil, Venezuela).[17]

1. Escrutinio y certificación de resultados:
  - Una vez cerradas las mesas, se procede al recuento de votos y se transmiten los datos a un centro de cómputo nacional o regional.
  - La autoridad electoral central (junta electoral, órgano electoral independiente, etc.) certifica los resultados, asigna escaños conforme al sistema electoral y proclama a los ganadores.

1. Investidura o toma de posesión:
  - En sistemas parlamentarios, el partido o coalición mayoritaria negocia apoyos para investir al jefe del gobierno.
  - En sistemas presidencialistas, el candidato ganador asume la jefatura del Estado en la fecha señalada constitucionalmente (generalmente unos meses después de la elección).[18]

## Sufragio y requisitos de los electores
El principio de sufragio universal, libre, igual, directo y secreto es la base normativa de la mayoría de democracias contemporáneas. No obstante, el alcance del sufragio puede variar:
- Universalidad por edad: la mayoría de países sitúa la edad mínima para votar en 18 años; algunos han reducido a 16, o mantienen en 21 (caso minoritario).
- Restricciones de nacionalidad y residencia: normalmente, sólo los ciudadanos pueden votar en elecciones generales, aunque algunos estados permiten el voto de residentes extranjeros en elecciones subnacionales, no en las generales.
- Inscripción en el padrón: en la mayoría de sistemas se exige estar inscrito o empadronado en el registro electoral antes de un plazo determinado.
- Inhabilitaciones y privaciones del derecho: las leyes electorales pueden excluir del sufragio a personas condenadas por delitos graves, interdictos judiciales o inhabilitaciones específicas; sin embargo, en muchos países se han eliminado estas restricciones para ampliar la participación.[20]

En España, por ejemplo, pueden votar todos los ciudadanos mayores de edad, incluidos los residentes en el extranjero (inscritos en el Censo Electoral de Residentes Ausentes, CERA) sin necesidad de solicitar el voto por correo desde octubre de 2022, gracias a la reforma de la LOREG. En anteriores comicios, los residentes en el extranjero debían rogar el voto para poder participar.

## Importancia y objetivos
Las elecciones generales persiguen varios objetivos esenciales:
1. Renovación del mandato democrático: permiten a la ciudadanía reelegir o sustituir a sus representantes, legitimando periódicamente la gobernabilidad.[21]
2. Representación política: traducen la voluntad popular en escaños o cargos, buscando que las diversas corrientes ideológicas y sociales se vean reflejadas en el órgano legislativo.[10]
3. Rendición de cuentas: al poner en juego el poder político, las elecciones funcionan como mecanismo de control y sanción de los partidos gobernantes.[22]
4. Estabilidad institucional: cuando están bien organizadas y cuentan con reglas claras, reducen la conflictividad y facilitan transiciones de poder ordenadas.[23]
5. Educación cívica: fomentan la participación ciudadana y el conocimiento de los procesos políticos, fortaleciendo la cultura democrática.[21]

## Ejemplos por región geográfica
A continuación se mencionan algunos países representativos para ilustrar diferentes características de las elecciones generales:

### Europa
- Reino Unido: elecciones generales cada cinco años para elegir a los miembros de la Cámara de los Comunes mediante sistema mayoritario uninominal (first-past-the-post). El primer ministro se selecciona a partir del partido con mayoría parlamentaria.[24]
- Francia: elecciones presidenciales cada cinco años en dos vueltas; también se celebran elecciones legislativas (Asamblea Nacional) en dos rondas, con mayoría absoluta en primera vuelta.[25]
- Alemania: elecciones federales cada cuatro años para el Bundestag mediante sistema mixto proporcional (MMP); los electores disponen de dos votos: uno para un candidato en distrito uninominal y otro para lista party-list; la combinación de resultados ajusta proporcionalmente los escaños.[26][27]

### América
- Estados Unidos: elecciones generales presidenciales cada cuatro años, celebradas el primer martes después del primer lunes de noviembre; el sistema es indirecto, a través del Colegio Electoral; en paralelo se renueva la totalidad de la Cámara de Representantes y un tercio del Senado.[28]
- México: elecciones federales cada seis años para la presidencia (sin reelección) y cada tres años para la Cámara de Diputados; el Senado se renueva cada seis años; el Instituto Nacional Electoral organiza y garantiza la transparencia de los comicios.[29]
- Argentina: elecciones presidenciales y legislativas cada cuatro años; preside el presidente electo junto con su fórmula; el Congreso (Diputados y Senadores) se renueva de modo parcial o total según manual electoral.[30]

### América Latina y el Caribe
- Chile: las elecciones generales presidenciales y legislativas se efectúan cada cuatro años; el Servicio Electoral (Servel) celebra su centenario en 2025, habiendo garantizado procesos transparentes desde 1925 (ejercicio del sufragio femenino en 1934, implementación de cédula única en 1958, votación a partir de 18 años en 1970).[31][32]
- Colombia: la Registraduría Nacional documenta que el sufragio directo de ciudadanos se consolidó en el siglo XIX, pese a la persistencia de sistemas de voto indirecto en elecciones previas.[33]
- Bolivia: el Órgano Electoral Plurinacional (OEP) organiza comicios desde la creación de la Corte Nacional Electoral en 1956, cuando se instituyó el sufragio universal; su evolución institucional incluyó la constitución de un órgano autónomo tras la Asamblea Constituyente de 2009.[34]

### África y Asia
- India: las elecciones generales (Lok Sabha) se realizan cada cinco años, con más de 800 millones de electores, en simultáneo a los comicios de legislaturas estatales; el sistema es mayoritario uninominal, y el primer ministro surge de la coalición mayoritaria en la cámara baja.[35]
- Japón: elecciones generales para la Cámara de Representantes cada cuatro años (o antes si se disuelve la Dieta) con sistema mixto proporcional y mayoritario.[36]
- Sudáfrica: elecciones generales para la Asamblea Nacional cada cinco años mediante un sistema proporcional de lista cerrada; el presidente es elegido por la asamblea resultante.[37]